# Porto Velho

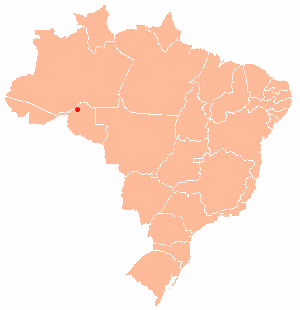
Situarea în Brazilia

Porto Velho este capitala statului Rondônia (RO), Brazilia. Este situat în partea superioară a bazinului hidrografic al Amazonului.